# Dragó de Monito
El dragó de Monito (Sphaerodactylus micropithecus) és una espècie de dragó de la família Sphaerodactylidae.
És endèmica de l'Illot Monito, situat a l'oest de Puerto Rico. Es troba amenaçat per la pèrdua del seu hàbitat natural, actualment consta d'uns 7.600 exemplars segons el govern de Puerto Rico.